# Az éhezők viadala: Futótűz
Az éhezők viadala: Futótűz (eredeti cím: The Hunger Games: Catching Fire) egy 2013-as amerikai sci-fi-kalandfilm, amely Suzanne Collins – Az éhezők viadala című regényének második kötete, a Futótűz alapján, mely Az éhezők viadala folytatása. A film főszereplőit alakító színészek Jennifer Lawrence, Josh Hutcherson és Liam Hemsworth, de az előző film főbb szereplői is feltűnnek Woody Harrelson, Donald Sutherland, Stanley Tucci, Toby Jones, Lenny Kravitz és Elizabeth Banks alakításában, valamint feltűnik Philip Seymour Hoffman, Amanda Plummer és Jeffrey Wright is.

## Cselekménye
|  | Alább a cselekmény részletei következnek! |

Katniss és Peeta ugyan megnyerték a 74. éhezők viadalát, de az a reményük, hogy most már megint normális életük lehet, hamar tova száll. Snow elnök személyesen meglátogatja az immáron a Győztesek falujában lakó Katniss Everdeent. Elmondja neki, hogy mindent meg kell, hogy tegyen, hogy lehűtse a kedélyeket (a lázadások miatt), vagy mindenkit, akit szeret, lemészárolnak. Katniss ebből megtudja, hogy nem hagyhatja abba a Peeta-val folytatott színjátékot. Győzelmi Körútra kell menniük a többi körzetbe. Először a 11. körzetbe mennek, ahol Rue is lakott. Majd szépen sorjában, mindenhová elmegy a két győztes, míg végül vissza nem érnek a 12. körzetbe. Alighogy kifújták magukat, kapják a hírt, hogy a Harmadik Nagy Mészárláson az eddigi győztesek közül fogják sorsolni a kiválasztottakat. Katniss (mivel ő az egyedüli női győztes a 12. körzetben) és Haymitch mentek volna, ha Peeta nem jelentkezik önként Haymitch helyett. A kiképzésen összebarátkoznak néhány kiválasztott-győztessel és szövetséget alakítanak. Az aréna most egészen más. Középen, a bőségszarunál föld van. A földből kiágazik 12 kis ág, amiken a part felé lehet futni. A homokos partszakasz után pedig a kíméletlen dzsungel következik. Olyan, mint egy óra és 12 egyenlő körcikkre osztja az arénát, amit egy védőburok, ún. energiamező vesz körül, amin nem lehet áthatolni. Minden egyes körcikkben más és más szörnyűségek vannak. Vannak ahol vérengző, mutáns majmok, máshol meleg véreső esik, vagy éppen cunami söpör el mindent, lelki sérülést okozó fecsegő poszáta mutánsok és van, ahol mérgező köd gyilkolja az embereket. Peeta és Katniss a végsőkig együtt vannak, de Beetee tervével, hogy a villámot vezessék be a vízbe, elszakadnak egymástól. Katniss egy kilőtt nyíllal, és a hozzá erősített vezetékkel felrobbantja az energiamezőt, amikor a vezetékbe becsap a villám. Őt, Finnicket és Beeteet megmentik Haymitchék és a 13. körzetbe menekülnek. Peetát a Kapitólium ejtette fogságba.
|  | Itt a vége a cselekmény részletezésének! |

## Szereplők
| Színész                  | Szereplő                                                                                           | Magyar hang    |
| ------------------------ | -------------------------------------------------------------------------------------------------- | -------------- |
| Jennifer Lawrence        | Katniss Everdeen, 17 éves, a 12. körzet egykori női győztese, kiválasztott                         | Földes Eszter  |
| Josh Hutcherson          | Peeta Mellark, a 12. körzet egykori győztese, kiválasztott                                         | Szatory Dávid  |
| Liam Hemsworth           | Gale Hawthorne, Katniss legjobb barátja                                                            | Fehér Tibor    |
| Donald Sutherland        | Snow elnök, Panem vezetője                                                                         | Fodor Tamás    |
| Woody Harrelson          | Haymitch Abernathy, a 12. körzet egykori győztese, mentor                                          | Stohl András   |
| Willow Shields           | Primrose Everdeen, Katniss húga                                                                    | Nyári Liza     |
| Elizabeth Banks          | Effie Trinket, 12. körzet kísérője                                                                 | Csere Ágnes    |
| Lenny Kravitz            | Cinna, Katniss stylistja                                                                           | Kálid Artúr    |
| Paula Malcomson          | Mrs. Everdeen, Katniss anyja                                                                       | ?              |
| Stanley Tucci            | Caesar Flickerman, műsorvezető                                                                     | Kulka János    |
| Sam Claflin              | Finnick Odair, 4. körzet egykori férfi győztese, kiválasztott                                      | Dévai Balázs   |
| Jena Malone              | Johanna Mason, 7. körzet egykori női győztese, kiválasztott                                        | Trokán Nóra    |
| Philip Seymour Hoffman † | Plutarch Heavensbee, főjátékmester, a kapitóliumi lázadók vezetője                                 | Epres Attila   |
| Amanda Plummer           | Wiress, 3. körzet egykori női győztese, kiválasztott                                               | Pálfi Kata     |
| Jeffrey Wright           | Beetee, 3. körzet egykori férfi győztese, kiválasztott                                             | Anger Zsolt    |
| Lynn Cohen               | Mags, a 4. körzet egykori női győztese, kiválasztott, Finnick mentora volt, jelenlegi szövetségese | nem szólal meg |
| Daniel Bernhardt         | 9. körzet férfi kiválasztottja                                                                     | nem szólal meg |
| Alan Ritchson            | Gloss, az 1. körzet egykori férfi győztese, kiválasztott, Cashmere testvére                        | ?              |
| Stephanie Leigh Schlund  | Cashmere, 1. körzet egykori női győztese, kiválasztott, Gloss testvére                             | ?              |
| Bruno Gunn               | Brutus, a 2. körzet egykori férfi győztese, kiválasztott                                           | ?              |
| Meta Golding             | Enobaria, a 2. körzet egykori női győztese, kiválasztott                                           | ?              |
| E. Roger Mitchell        | Chaff, a 11. körzet egykori férfi győztese, kiválasztott, Haymitch barátja                         | ?              |